# 麥卡蒙 (愛達荷州)
麥卡蒙（英語：McCammon）是一個位於美國愛達荷州班諾克縣的城市。

## 地理
麥卡蒙的座標為42°38′56″N 112°11′36″W / 42.64889°N 112.19333°W，而該地的平均海拔高度為1458米（即4783英尺）。

## 人口
根據2010年美國人口普查的數據，麥卡蒙的面積為5.83平方千米，當中陸地面積為5.77平方千米，而水域面積為0.06平方千米。當地共有人口809人，而人口密度為每平方千米138.77人。